# Pueblo Nuevo, Pueblo Nuevo (Durango)
Pueblo Nuevo är en ort i Mexiko.   Den ligger i kommunen Pueblo Nuevo och delstaten Durango, i den centrala delen av landet, 800 km nordväst om huvudstaden Mexico City. Pueblo Nuevo ligger 1 922 meter över havet och antalet invånare är 19 363.
Terrängen runt Pueblo Nuevo är bergig åt sydväst, men åt nordost är den kuperad. Runt Pueblo Nuevo är det mycket glesbefolkat, med 6 invånare per kvadratkilometer. Pueblo Nuevo är det största samhället i trakten. I omgivningarna runt Pueblo Nuevo växer huvudsakligen savannskog.